# Seregno Foot-Ball Club 1929-1930
Questa voce raccoglie le informazioni riguardanti il Seregno Football Club nelle competizioni ufficiali della stagione 1929-1930.

## Rosa
| N. |                   | Ruolo | Calciatore        |
| -- | ----------------- | ----- | ----------------- |
|    | Italia (bandiera) | C     | Mario Antonioli   |
|    | Italia (bandiera) | C     | Osvaldo Balbiani  |
|    | Italia (bandiera) | D     | Alessandro Cassar |
|    | Italia (bandiera) | A     | Andrea Cervilli   |
|    | Italia (bandiera) | A     | Giovanni Chiadò   |
|    | Italia (bandiera) | A     | Giovanni Chiusano |
|    | Italia (bandiera) | C     | Giuseppe Clivio   |
|    | Italia (bandiera) | C     | Armando Genovesi  |
|    | Italia (bandiera) | A     | Angelo Longoni    |
|    | Italia (bandiera) | D     | Giuseppe Mandelli |

| N. |                   | Ruolo | Calciatore       |
| -- | ----------------- | ----- | ---------------- |
|    | Italia (bandiera) | C     | Francesco Mazza  |
|    | Italia (bandiera) | A     | Carlo Musso      |
|    | Italia (bandiera) | A     | Antonio Negrini  |
|    | Italia (bandiera) | A     | Pietro Ruffino   |
|    | Italia (bandiera) | C     | Aldo Sala        |
|    | Italia (bandiera) | P     | Annibale Silvani |
|    | Italia (bandiera) | D     | Carlo Tagliabue  |
|    | Italia (bandiera) | A     | Giancarlo Trotti |
|    | Italia (bandiera) | P     | Ambrogio Ventura |
|    | Italia (bandiera) | D     | Terenzio Zaccari |